# باشگاه فوتبال زنان سیاتل ساندرز
سیاتل ساندرز وومن یک تیم فوتبال زنان است که در سال ۲۰۰۱ تأسیس شد. این تیم یکی از اعضای لیگ برتر زنان آمریکا (دابلیو لیگ) است و به عنوان یک باشگاه در وسترن دیویژن است. ورزشگاه خانگی آنها استارفایر اسپورتس واقع در تاکویلا، واشینگتن است و در ۶ مایلی جنوب سیاتل، واشینگتن قرار دارد. رنگهای اصلی این باشگاه سبز و سفید هستند. این تیم همسان تیم مردان سیاتل ساندرز در ام‌ال اس است. یکی از مالکان این تیم مایک جنینگز است.